# Kanton Mézières-sur-Issoire
Kanton Mézières-sur-Issoire is een voormalig kanton van het Franse departement Haute-Vienne. Kanton Mézières-sur-Issoire maakte deel uit van het arrondissement Bellac en telde 3671 inwoners in 1999.

## Gemeenten
Het kanton Mézières-sur-Issoire omvatte de volgende gemeenten:
- Bussière-Boffy
- Bussière-Poitevine
- Gajoubert
- Mézières-sur-Issoire (hoofdplaats)
- Montrol-Sénard
- Mortemart
- Nouic
- Saint-Barbant
- Saint-Martial-sur-Isop